# Liar
«Liar» (укр. «Брехун») — пісня британського рок-гурту «Queen», яку написав провідний співак Фредді Мерк'юрі у 1970 році, спочатку вона мала назву «Lover». Пісня була представлена у 1973 році в дебютному альбомі гурту «Queen», у ній широко використано ефект фленджеру, особливо на барабанах і тронці. «Важка» скорочена версія «Liar» вийшла як сингл з піснею «Doing All Right» — в США на лейблі «Elektra Records» і в Таїланді на лейблі «Royal Sound» в лютому 1974 року. У музичному відео до пісні гурт виконував її під фонограму на сцені.
Як вказано в анотаціях від музичного видавництва «EMI» «Off The Record» до цієї пісні, це один з трьох треків «Queen», інші — «Now I'm Here» і «Under Pressure» (їхня перша співпраця з Девідом Бові), створена за допомогою органу Гаммонда.
«Liar» вперше порушила питання в гурті щодо авторських прав до пісень. Браян Мей запитав, хто з учасників гурту буде вважатися автором музики кожної пісні, на що Мерк'юрі, завершивши обговорення, заявив, що автор тексту або інша особа, яка створила пісню, буде вважатися її автором, ця практика тривала до альбому «The Miracle».

## Живе виконання
У ранні роки гурту пісня «Liar» була основою концертів, її виконували як вступ до їхнього основного набору пісень, її виконання часто тривало до десяти хвилин. «Liar» виконували на концертах до гастролей «News of the World Tour», під час «Jazz Tour» її викреслили зі списку пісень. Однак, починаючи з «Crazy Tour», пісню знову виконували. Під час «The Game Tour» пісню більше не включали до списку пісень. Пісню виконували наживо на кількох концертах у європейській частині «Hot Space Tour» 1982 року і, за чутками, виконували під час північноамериканських гастролей того ж туру. Пісню знову виконували наживо під час «The Works Tour» (хоча пісня була скорочена до трьох хвилин або менше). «Liar» згадується в списку «The Magic Tour», тому що Браян Мей зіграв частковий гітарний риф з пісні відразу перед композицією «Tear it Up». Пісня також містить басове соло у виконанні Джона Дікона, яке стало найзначнішим соло, яке він будь-коли виконував наживо.

## Музиканти
- Фредді Мерк'юрі — головний вокал, бек-вокал, орган Гаммонда
- Браян Мей — акустична гітара, електрогітара, бек-вокал
- Роджер Тейлор — ударні, тамбурин, тронка, бек-вокал
- Джон Дікон — бас-гітара

## Трек-лист
7" сингл (Royal Sound TKR 157)
1. «Liar» (синглова версія) (Фредді Мерк'юрі) — 3:01
2. «Doing All Right» (Браян Мей, Тім Стаффелл) — 4:09

7" сингл(Elektra E-45884)
1. «Liar» (Фредді Мерк'юрі)
2. «Liar»

## Альбоми
- Queen (1973)
- At the Beeb (1989)
- Live at the Rainbow '74 (2014)
- A Night at the Odeon – Hammersmith 1975 (2015)
- On Air (2016)

## Кавер-версії
Британський хеві-метал гурт «Bad News» використовували вступні рифи та інші пісенні структури «Liar» у своїй пісні «Hey, Hey, Bad News», яка увійшла до їхнього однойменного альбому «Bad News». Браян Мей продюсував цей альбом і зіграв у кавер-версії до «Bohemian Rhapsody» з того ж альбому.